# Indrek
Cette page présente le prénom Indrek ainsi que ses variantes.
Indrek est un prénom masculin estonien apparenté à Henri.

## Personnalités portant ce prénom
- Indrek Allmann (né en 1972), architecte estonien
- Indrek Hargla (né en 1970), écrivain estonien
- Indrek Kaseorg (né en 1967), athlète estonien en décathlon
- Indrek Peil (né en 1973), architecte estonien
- Indrek Pertelson (né en 1971), judoka estonien
- Indrek Rumma (né en 1969), joueur soviéto-estonien de basket-ball
- Indrek Saar (né en 1973), homme politique estonien
- Indrek Tarand (né en 1964), journaliste et homme politique estonien
- Indrek Tobreluts (né en 1976), fondeur e biathlète estonien
- Indrek Turi (né en 1981), athlète estonien en décathlon
- Indrek Varblane (né en 1968), joueur soviéto-estonien de basket-ball
- Indrek Zelinski (né en 1974), joueur estonien de football

## Référence
1. ↑  (en) « Estonian Name Days », sur Behind the Name, 2017 (consulté le 14 janvier 2020).